# TAS2R38

TAS2R38가 발견되는 7번 염색체.

TAS2R38은 2번 맛 수용체 38호를 결정하는 단백질 생성 유전자이다.  2번 맛 수용체 38호는 입과 소화기관 안에서 쓴맛을 인식하고 구분해내는 기능을 맡는다. 이 쓴맛의 정체는 수용체 작용제인 페닐티오카바마이드(PTC)와 프로필티오유라실(PROP), 고이트린, 메티마졸, 시니그린 등으로, 일반적으로 변이 TAS2R38를 가진 사람은 PTC나 PROP와 비슷한 화학적 구조를 가지고 있는 성분들을 감별해낼 수 있다.
오이, 호박, 서양 호박, 콜로신스 등에 이와 화학적 구조가 유사한 쿠쿠비타신이라는 성분이 있는데
TAS2R38을 갖고 있는 사람은 이러한 식물들의 향이나 맛에 역겨움을 느낄 수 있다. 특히 오이에 역겨움을 느끼는 것을 오이 혐오(cucumber hate)라고 한다.
대규모 유전형 분석이 가능해지면서 유전자 표지자를 게놈 분석에 활용하게 되었는데, TAS38R2가 속해있는 유전자군(gene family)인 TAS2R은 유전자 지도의 작성 과정에서 발견되었다.
이전까지 컴퓨터를 이용하여 추정된 TAS38R2 유전자의 추정도는 쓴맛 수용체 활성화를 설명하지 못했다. 수용체에 대한 화학적 구조 정보는 현재 알기 어려우나, PTC와 결합된 잔여물과, PTC가 수용체를 활성화시켜 쓴맛을 느낄 수 있게 한다는 연구들로 예측이 가능하다. 이런 예측이 가능했던 이유는 생물정보학이 도입되고 분자를 인위적으로 결합하는 것이 가능해졌기 때문이다. 또한 막관통 단백질과 분자 결합의 위치에 대한 추정 등 원하는 부분에 돌연변이를 유도하는 방법으로 TAS2R38의 추정도를 그렸다. 단백질과 결합하여 활성화되는 6개에서 7개의 나선으로 이루어져 있으며, 이 나선을 형성하는 데 사용되는 W99와 M100, S259 유전자들에 의해 모양이 결정된다. 또한 W99와 M100은 F255, V296과 함께 수용체 활성화에 중요한 역할을 하는데
인간과 설치류에게서 TAS2R 수용체군이 처음 발견되었을 때는 쓴맛과 수용체의 관계가 거의 알려지지 않았다. 쓴 맛을 느끼는 등 미각을 담당하는 단일 수용체 세포 중 하나가 여러 개였던 TAS2R 유전자들의 표현형이라고 추측될 뿐이었다. 당시엔 물에 녹는 특정 분자가 G 단백질 연결 수용체(GPCR)와 결합하면서 쓴맛을 느낀다고 생각했다. 여기서 GPCR은 TAS2R 혹은 T2R로 불리는 맛 수용체 유전자군에 의해 만들어진다.
결국 유전자 분포를 알기 위한 1,000개의 게놈 데이터베이스를 통해 TAS2R38과 그 주변 유전자에 대한 분석이 이뤄졌다.
아프리카인들은 유럽인, 아시아인, 미국인과 비교했을 때 변이된 형질이 뚜렷하게 나타나는 다형질을 더 많이 갖고 있다.
변이 TAS2R38은 쓴 맛과 음식에 대한 민감함과 관련이 있는데, 이 유전적 변화는 암을 비롯한 소화기관련 질환의 위험성을 개선할 수도 있다. 민감한 미각은 식습관에 상당한 영향을 준다. 맛에 대한 민감성은 음식 취향에 영향을 주므로 TAS2R38도 무관하지 않다고 볼 수 있다. 쓴 맛을 느낄 수 있다는 것은 쓴 맛을 내는 채소와 술, 일부 쓴 맛이 섞인 단음식에 대한 거부감을 불러일으킬 수 있는데, 이것이 식습관을 변화시킨다.
또한 담배에 들어있는 특정한 화학적 성분들은 변이 TAS2R38의 맛 수용체를 활성화시킨다. 변이 TAS2R38 유전자를 갖고 있는 사람들은 보통 사람들보다 흡연에 더 거부감을 느낀다.